# Aspitates gilvaria
Aspitates gilvaria là một loài bướm đêm trong họ Geometridae.

## Hình ảnh

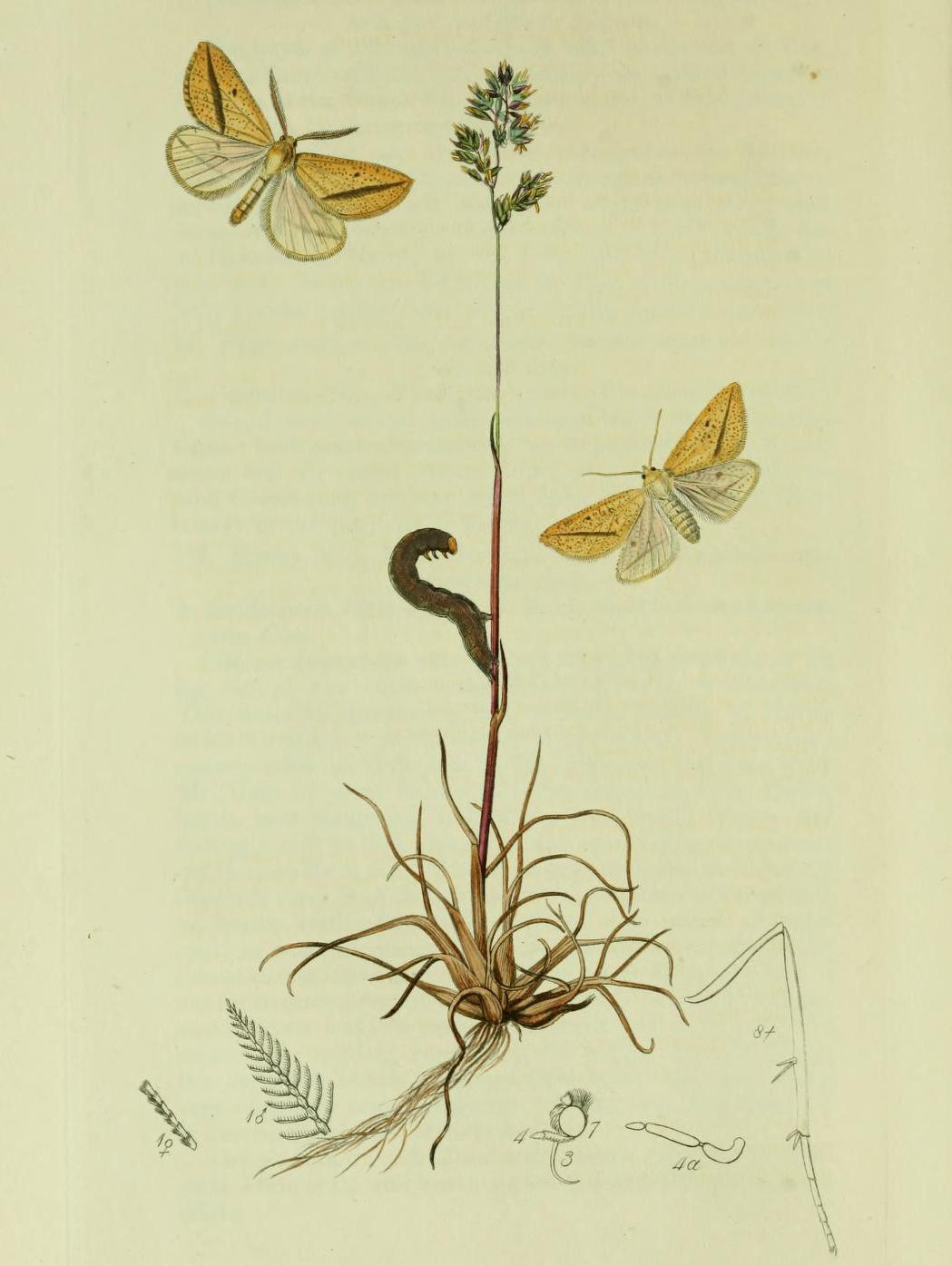
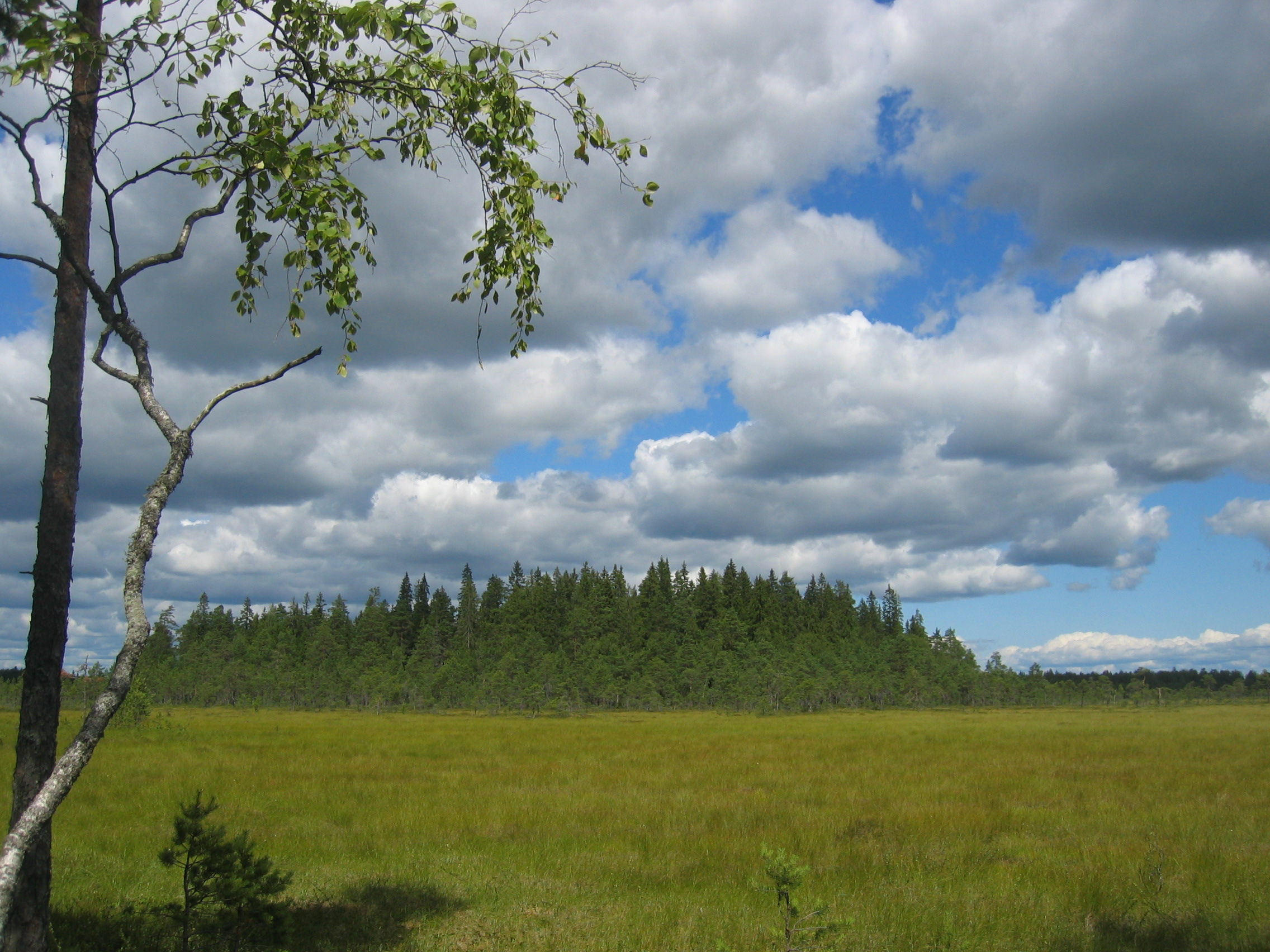
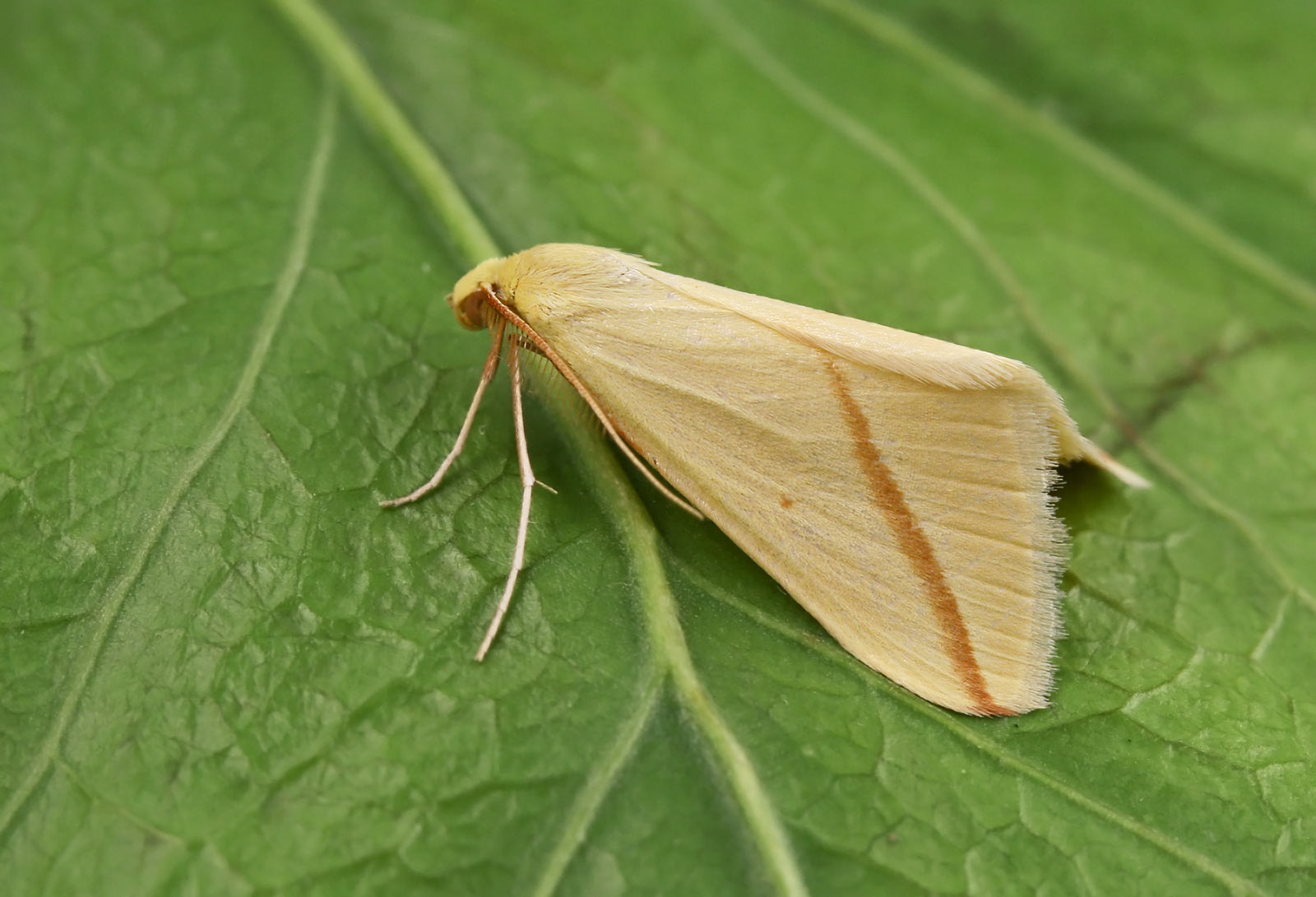
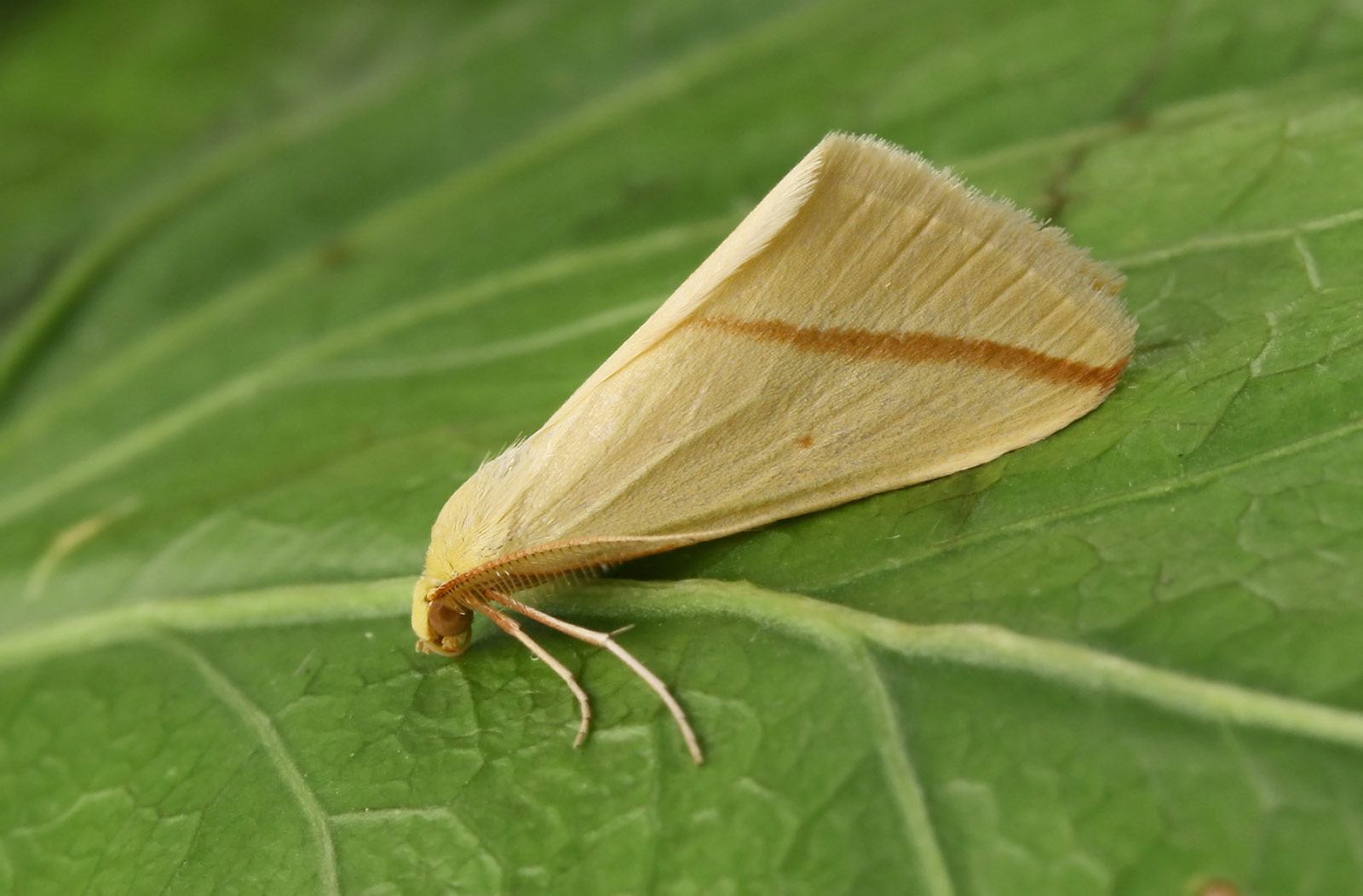